# Montanhas de Santo Elias
As montanhas de Santo Elias (em inglês:  Saint Elias Mountains) são uma cordilheira que faz parte do conjunto das cadeias montanhosas da costa do Pacífico, e que se localiza entre os Estados Unidos (estado do Alasca) e o Canadá (no território do Yukon e a província da Colúmbia Britânica).
A montanha mais alta é o monte Logan, que é também o mais alto do Canadá, com 5959 m de altitude. Outro dos cumes destas montanhas, o monte Fairweather é a montanha mais alta da Colúmbia Britânica.
Estas montanhas devem o seu nome ao monte Santo Elias, que foi chamado assim pelo explorador dinamarquês Vitus Bering em homenagem à festa de Santo Elias em 1741.
A cordilheira é continuada pelos montes Wrangell.

## Montanhas mais altas
| Monte             | Altitude | Localização                 |
| ----------------- | -------- | --------------------------- |
| Monte Logan       | 5959     | Yukon                       |
| Monte Santo Elias | 5489     | Alasca / Yukon              |
| Monte Lucania     | 5226     | Yukon                       |
| King Peak         | 5173     | Yukon                       |
| Monte Steele      | 5073     | Yukon                       |
| Monte Bona        | 5005     | Alasca                      |
| Monte Wood        | 4842     | Yukon                       |
| Monte Vancouver   | 4812     | Yukon                       |
| Monte Churchill   | 4766     | Alasca                      |
| Monte Slaggard    | 4742     | Yukon                       |
| Monte Macaulay    | 4690     | Yukon                       |
| Monte Fairweather | 4671     | Colúmbia Britânica / Alasca |
| Monte Hubbard     | 4577     | Yukon                       |
| Monte Bear        | 4520     | Alasca                      |
| Monte Walsh       | 4507     | Yukon                       |
| Monte Alverstone  | 4439     | Alasca / Yukon              |
| Pico University   | 4410     | Alasca                      |
| Pico McArthur     | 4389     | Yukon                       |
| Monte Augusta     | 4289     | Alasca / Yukon              |
| Monte Cook        | 4196     | Alasca / Yukon              |